# Вайнюнас, Стасис
Ста́сис А́ндряус Вайню́нас (лит. Stasys Vainiūnas; 2 (15) апреля 1909, Рига, Лифляндская губерния, Российская империя, ныне Латвия — 18 октября 1982, Рокишкис, Литовская ССР) — советский литовский композитор, пианист, педагог и общественный деятель. Народный артист Литовской ССР (1959). Лауреат Сталинской премии третьей степени (1951).

## Биография
Родился 20 марта (2 апреля) 1909 года в Риге. В 1933 году окончил Рижскую консерваторию по классу фортепиано Аравидса Даугулиса и композиции Язепса Витола. Стажировался в Вене у Эмиля фон Зауэра. Преподавал в Клайпедском и Шяуляйском музыкальных училищах, Каунасской консерватории.
С 1949 года заведующий кафедрой фортепиано Литовской консерватории (с 1953 года профессор). Председатель правления Союза композиторов Литовской ССР (1954—1962). Как пианист гастролировал в странах Европы и Америки.
Умер в 1982 году.

## Творчество
- симфония (1957)
- увертюра «За мир» (1963)
- три концерта для фортепиано с оркестром
- концерт для органа с оркестром
- концерт для скрипки с оркестром
- квинтет
- песни, хоры

## Награды и премии
- Сталинская премия третьей степени (1951) — за Рапсодию на литовские народные темы для скрипки с оркестром
- Государственная премия Литовской ССР (1967) — за квинтет
- народный артист Литовской ССР (1959)
- два ордена Трудового Красного Знамени (1954 и 1959)
- орден Дружбы народов
- медали
- лауреат Международного конкурса пианистов в Вене